# Gloria Estefan
Gloria Maria Milagrosa Fajardo García (Havana, 1 de setembro de 1957), conhecida pelo nome artístico Gloria Estefan, é uma cantora, compositora, atriz e empresária cubana radicada nos Estados Unidos. Ela começou sua carreira como vocalista do grupo Miami Sound Machine. Gloria é considerada a "Rainha do Pop Latino". Ela possui três músicas em primeiro lugar no Billboard Hot 100, "Anything For You", "Don't Wanna Lose You" e "Coming Out Of The Dark".
Ganhou três prêmios Grammy, e vendeu mais de 90 milhões de discos no mundo todo, e está na Lista de recordistas de vendas de discos. Estefan também está na lista dos "100 Maiores Artistas de Todos os Tempos" da Billboard. Recebeu uma estrela na Calçada da Fama de Hollywood, um Kennedy Center Honors, e foi incluída no Songwriters Hall of Fame. Também recebeu uma Medalha Presidencial da Liberdade.

## Biografia
Com menos de dois anos sua família teve que se mudar para Miami devido ao triunfo da Revolução Cubana de 1959, pois seu pai José Fajardo (1933–1980) era guarda-costas de Fulgencio Batista, ditador deposto por Fidel Castro. Logo após se chegarem ao país, seu pai se envolveu na organização da invasão da Baía dos Porcos de 1961, tendo sido um dos homens a serem presos e torturado por alguns anos após o fracasso da investida exilada a Cuba. Seu pai acaba se tornando militar das forças armadas estadunidenses e vai para a Guerra do Vietnã logo após, fato este que o deixa debilitado e ficando sob o cuidado da esposa e das filhas. Um tempo depois seu pai morre e ela continua a enfrentar a vida com sua mãe Gloria García Fajardo (1930–2017), e sua irmã Rebeca ("Becky"). Gloria desde pequena é aficionada à música cubana, cujas canções foram ensinadas pela avó no violão.
Durante a infância, a mãe de Estefan, Gloria (apelidada de "Big Gloria"), ganhou um concurso internacional e recebeu uma oferta de Hollywood para dublar os filmes de Shirley Temple em espanhol. Seu avô paterno, José Manuel Fajardo González foi responsável por abrir um dos primeiros restaurantes cubanos em Miami, Flórida. Estefan foi criada como católica e frequentou a escola São Miguel Arcanjo e a Academia Nossa Senhora de Lourdes em Miami.
Gloria tornou-se uma cidadã naturalizada dos Estados Unidos em 1974. Ela se formou na faculdade em 1979 com um B.A. em psicologia, com especialização em francês, pela Universidade de Miami. Quando Estefan estava estudando na universidade, trabalhou como tradutora de inglês, espanhol e francês no Departamento de Alfândega do Aeroporto Internacional de Miami. Por causa de suas habilidades linguísticas, Gloria foi abordada pela CIA como uma possível agente.

### Início da Carreira
Gloria participava de grupos estadunidenses que cantavam versões das canções dos Beatles e dos Rolling Stones, e foi no curso de psicologia que Gloria conheceu seu esposo Emílio Estefan, que na época já tinha um grupo musical chamado "Miami Latin Boys". Vendo Gloria cantar na Igreja, Emilio Estefan não hesitou em convidá-la para entrar no grupo, houve resistência no início por parte da cantora, mas acaba aceitando o convite e integrando a banda que muda de nome e passa a se chamar "Miami Sound Machine". O grupo mesclava Pop, Rock e sons latinos com canções cantadas tanto em inglês como em castelhano. Nessa época, Emilio e Gloria começam a namorar. Em 1977, o grupo passa a fazer shows e logo após é lançado o primeiro álbum "Renacer". Emilio e Gloria se casam em 1978. Outros álbuns da banda se sucederam como "Miami Sound Machine" (1978), "Imported" (1979). Em 2 de Setembro de 1980, nasce o primeiro filho do casal, Nayib Estefan. No mesmo ano, é lançado o álbum "MSM Piano Album" (1980), seguido de "Otra vez" (1981), "Rio" (1982) e "A Toda máquina" (1983). Durante esse período, o grupo fez várias turnês pela América Central e do Sul.

### 1984 - 1989
Em 1984, é lançado "Eyes of Innocence", o primeiro álbum da banda Miami Sound Machine em inglês. O álbum alcançou repercussão não apenas nos Estados Unidos, mas também na Inglaterra e na Austrália onde o single "Doctor Beat" entrou nas paradas da categoria "Hot Dance". A partir daí iniciava-se a trajetória internacional de Gloria.
Depois do relativo sucesso do primeiro álbum, é lançado, em 1985, o álbum "Primitive Love" que trazia "Conga", o primeiro single de sucesso mundial do Miami Sound Machine, que chegou ao top 10 nos EUA. O álbum também gerou outros sucessos como "Words Get In The Way" e "Bad Boy". "Primitive Love" vendeu mais de seis milhões de cópias só nos Estados Unidos. A música "Hot Summer Nights" também foi lançada naquele ano na trilha sonora do filme Top Gun.
O álbum seguinte "Let It Loose" de 1987 foi outro grande exito, com três milhões de cópias vendidas apenas nos EUA. Nesse mesmo ano o grupo mudou de nome para "Gloria Estefan and The Miami Sound Machine". Vários singles deste álbum chegaram ao top 10 da Billboard Hot 100, como "Anything for You", que foi o primeiro single Nº 1 de sua carreira, seguidos de "1-2-3" (Nº 3), "Rhythm is Gonna Get You" (Nº 5) e "Can't Stay Away From You" (Nº 6).
Em 1989, o nome do grupo foi retirado e Estefan passou a ser creditada como artista solo. No mesmo ano foi lançado o álbum "Cuts Both Ways", seu primeiro álbum solo, e o mais vendido até hoje, que rendeu singles como "Don't Wanna Lose You" seu segundo single em primeiro lugar na Billboard Hot 100, seguidos de outros sucessos como "Here we Are", "Get on Your Feet", "Oye mi Canto [Spanish Version]" de grande sucesso na Europa, em especial na Espanha e na França. "Don't Wanna Lose You" ainda ganhou mais duas versões uma em espanhol "Si voy a perderte", e outra em português "Se tenho que te Perder", lançada especialmente para o mercado brasileiro. A canção esteve incluída na trilha sonora da novela Top Model (telenovela), exibida pela Rede Globo entre 1989/1990.

### 1990 - 1999
Em 20 de março de 1990, Gloria sofreu um terrível acidente de trânsito, quando um caminhão colidiu com o ônibus em que ela estava durante uma tempestade de neve e ficou gravemente ferida, sofrendo uma fratura na espinha. Estefan estava retornando de uma reunião com o presidente George H. W. Bush para discutir sua participação em uma campanha antidrogas. Ela foi levada a UTI do Community Medical Center e no dia seguinte foi levada de helicóptero para a cidade de Nova York, onde passou por uma longa cirurgia para implantar dois pinos de titânio para estabilizar sua coluna vertebral. Sua reabilitação exigiu quase um ano de fisioterapia intensiva. No entanto, ela conseguiu uma recuperação completa e retornou a sua turnê internacional dez meses após a colisão.
Em 1991, Gloria retorna as paradas de sucesso com o lançamento do álbum "Into The Light". Ela apresentou o primeiro single do álbum "Coming Out of the Dark" no American Music Awards daquele ano, sendo aplaudida de pé. "Coming Out of the Dark" chegou ao primeiro lugar na Billboard Hot 100 e Adult Contemporary, e ganhou uma versão em espanhol chamada "Desde La Oscuridad". O álbum rendeu outros singles de sucesso como "Seal Our Fate", "Live for Loving You" e "Nayib's Song (I am Here for You)" dedicada a seu filho Nayib. O álbum se tornou sua estreia mais alta na parada de álbuns Billboard 200, chegando ao 5º lugar (também alcançou o 2º lugar na parada de álbuns britânicos), e recebeu certificado de platina no Reino Unido e platina dupla nos EUA.
Em 1992, foi lançada a coletânea "Éxitos de Gloria Estefan" com suas canções de sucesso e uma versão em português para o mercado brasileiro de "He We Are" chamada "Toda Pra Você". A coletânea ganhou uma versão para os países de língua inglesa, chamada "Greatest Hits" que incluiu as baladas inéditas "Always Tomorrow", "I See Your Smile" e a faixa dance "Go Away", que fez parte da trilha sonora do filme Made in America. Seu "Greatest Hits" é um dos mais vendidos de todos os tempos, com mais de 8 milhões de cópias.
Em 1993, foi lançado seu primeiro álbum solo em espanhol "Mi Tierra", rico em sons latinos, se tornou o álbum em espanhol mais vendido da história, com quase 8,5 milhões de cópias em todo o mundo. Destaque para "Con los años que me quedan", "Mi tierra", "Mi buen amor", "Hablas de mi" e "Tradición". Com este álbum, Gloria ganhou seu primeiro Grammy Awards de "Melhor Álbum Tropical Latino". No mesmo ano foi lançado o álbum natalino "Christmas through your Eyes", que teve os singles "This Christmas" e "Silent Night". No mesmo ano, Gloria recebeu uma estrela na Calçada da Fama em Hollywood.
Em 1994, é lançado "Hold me, Thrill me, Kiss me" álbum com canções em inglês da época que Gloria era mais nova e escutava estas canções no rádio. Destaque para "Turn the Beat Around" que foi tema do filme The Specialist, e "Everlasting Love", ambas canções de muito sucesso nos Estados Unidos e Europa. No mesmo deu a luz a sua filha Emily, nascida em 5 de dezembro de 1994.
Em 1995, é lançado "Abriendo Puertas" álbum natalino em espanhol, que deu a Gloria seu 2º Grammy Award e foi um dos mais tocados daquele ano. Destaque para "Abriendo Puertas", "Más Allá" e "Tres Deseos" todas nº1 na categoria "Hot Latin Tracks" da Latin Billboard. No mesmo ano, se tornou a primeira cantora pop a ser convidada pessoalmente por um Papa para cantar no Vaticano.
Em 1996, Gloria cantou "Reach" no encerramento das Olimpíadas de Atlanta, para mais de um bilhão de pessoas. A música também fez parte do seu sétimo álbum "Destiny", lançado em junho daquele ano, que rendeu o singles "You'll be Mine (Party Time)", "I'm Not Giving You Up", "Higher", "No Pretendo" e "Show Me the Way Back to Your Heart", a última lançada apenas como single promocional. Em 18 de julho de 1996, Estefan embarcou em sua primeira turnê mundial em cinco anos - a "Evolution World Tour" - que passou pelos EUA, Canadá, Europa, América Latina, Austrália e Ásia.
Em 1998, foi lançado "Gloria!" álbum dance de grande sucesso, destaque para "Heaven's what I Feel", "Oye" e "Don't let this Moment End", além das versões em espanhol "Corazón Prohibido" (Heaven's what I Feel) e "Oye" de grande sucesso na América Latina. Ainda nesse ano Gloria veio ao Brasil com a turnê de divulgação do álbum e participou de diversos programas de televisão. O álbum vendeu mais de 100 mil cópias no Brasil e recebeu um disco de ouro. Essa foi a segunda vinda da cantora ao País, sua primeira visita ao Brasil ocorreu em 1982, durante férias pela América Latina.
Nesse mesmo ano, Gloria participou da primeira edição do VH1 Divas. Na apresentação solo, cantou "Turn The Beat Around" e "Heaven's What I Feel", além de um pot-pourri com três sucessos da época do Miami Sound Machine e "Get on Your Feet". Estefan dividiu o palco com Carole King, Celine Dion e Shania Twain no sucesso "You've Got a Friend", composto por King em 1977. E participou junto com Carole, Celine, Shania, Aretha Franklin e Mariah Carey da performance das canções "(You Make Me Feel Like) A Natural Woman" e "Testimony".
Em 1999, Gloria Estefan gravou um dueto com o grupo de pagode brasileiro Só Pra Contrariar. A canção escolhida foi "Santo, Santo" que ganhou versões em espanhol e em português. "Santo Santo" foi indicada ao prêmio Grammy Latino em 2000, na categoria "Melhor Performance Pop de Grupo ou Duo". No mesmo ano, Gloria se juntou a boy band 'NSync para a gravação da faixa "Music of My Heart", que fez parte da trilha sonora do filme "Music of the Heart", no qual Gloria também atuou como Isabel Vasquez. A canção chegou à segunda posição na Billboard Hot 100, e ganhou uma indicação ao Oscar de "Melhor Canção Original".

### 2000 - 2009
Em 2000 foi lançado o álbum "Alma Caribeña", seu terceiro álbum em espanhol, com foco nos ritmos do Caribe. Recebeu grande destaque, principalmente com "No me Dejes de Querer", "Como me Duele Perderte" e "Tres Gotas de Agua Bendita" dueto com Celia Cruz. Com "No me Dejes de Querer" Gloria ganhou seu primeiro Grammy Latino na categoria "Melhor Vídeo", e seu terceiro Grammy Awards de "Melhor Álbum Latino Tropical Tradicional" em 2001. Um ano depois lançou sua segunda coletânea em inglês "Greatest Hits V. II" que teve uma das músicas inéditas do álbum "Out Of Nowhere" como uma das mais tocadas na parada dance e foi indicada ao Grammy Awards de "Melhor Gravação Dance". Outros faixas inéditas estavam presentes na coletânea como "You can't Walk Away from Love" e "I Got no Love" e uma edição mais moderna de "Conga" denominada "Y-Tu-Conga".
Em 2003, é lançado o álbum em inglês "Unwrapped", com destaque para as faixas "I Wish You", "Wrapped", "Te Amaré". O álbum fez mais sucesso com as versões em espanhol "Hoy" e "Tu Fotografia" ambas chegaram ao primeiro lugar no "Hot Latin Tracks" da Billboard. O álbum rendeu a turnê "Live & Re-Wrapped" (que contou com os maiores sucessos de Estefan) que passou por 26 cidades nos Estados Unidos.
Em 7 de abril de 2005, Estefan participou do "Selena ¡VIVE!", um concerto em homenagem a cantora Selena Quintanilla Pérez. Estefan apresentou a música, "I Could Fall in Love". Também naquele ano, Estefan fez a música "Young Hearts Run Free" que entrou para a trilha sonora da série Desperate Housewives. Nessa mesma época, Gloria resolve lançar livros infantis com foco principal em sua cadela Noelle. O primeiro livro saiu em 2005, e foi chamado de "The Magically Mysterious Adventures of Noelle the Bulldog" [As Mágicas Aventuras de Noelle a Bulldog] acompanhado de um CD com a canção "Been Wishin (Sueño)". Repercutindo bem na área literária, o livro chegou ao segundo lugar no Best Seller do "The New York Times". Seguindo o mesmo ritmo, foi lançado em 2006, seu segundo livro intitulado "Noelle's Treasure Tale" (Tesouro de Noelle) e repetindo o sucesso do primeiro, alcançando o 3° lugar na lista. O livro também é acompanhado por um CD com a canção "See With Your Heart (Ver Más Allá)".
Em 18 de Setembro de 2007, é lançado seu quarto álbum solo em espanhol "90 Millas", o título se refere a distância de Cuba à Flórida. O álbum alcançou o primeiro lugar na parada de álbuns latino-americana da Billboard. O primeiro single chamado "No llores" foi lançado no mercado. A música ficou bem posicionada nos Estados Unidos nas categorias latinas da Billboard. O álbum ficou em 25º lugar na lista da Billboard 200, vendendo 25.000 unidades em sua primeira semana. Na Espanha, ele estreou no terceiro lugar e  recebeu um certificado de ouro.
Em novembro de 2008, Gloria foi honrada pelo Grammy Latino com o prêmio de "Personalidade do Ano", em reconhecimento aos seus 25 anos de carreira como cantora, onde a mesma recebeu homenagens de nomes como Carlos Santana, Kenny G, Jon Secada, Gian Marco, entre outros. No mesmo evento, Gloria também ganhou dois prêmios com o seu álbum "90 Millas", o de "Melhor Canção Tropical" por "Píntame de Colores", e o de "Melhor Álbum Tradicional". Em agosto do mesmo ano, ela iniciou a turnê "90 Millas World Tour".
Em junho de 2009, Estefan e seu marido se tornaram os primeiros hispânicos a comprar ações em uma equipe da NFL, o Miami Dolphins, tornando-se sócios minoritários do time. No mesmo ano, Estefan abriu o "Casa Branca: Fiesta Latina 2009" com "No Llores". No final da apresentação, Estefan, juntamente com Jennifer Lopez, Thalía, Marc Anthony e José Feliciano, apresentaram uma versão de "Mi Tierra".

### 2010 - 2019
Em 2010, Gloria e seu marido produziram a versão em espanhol da música de caridade "We Are The World". "Somos el Mundo" foi gravada por mais de 50 artistas latinos, e foi lançada em 1º de março para arrecadar fundos às vítimas dos terremotos do Haiti. No dia 23 de março de 2010 decidiu, juntamente com o marido, convocar a população para uma marcha de protesto na famosa "Calle Ocho" de Miami, em suporte as "Las Damas de Blanco", que é um movimento de oposição em Cuba que consiste em esposas e outras parentes de dissidentes presos. Dois dias depois, 200 mil pessoas compareceram vestidas de branco para prestar solidariedade ao movimento e à família do prisioneiro político Orlando Zapata, que morreu fazendo greve de fome.
Em 7 de abril de 2011, Estefan fez uma aparição sem aviso prévio nas audições para o The X Factor em Miami e incentivou os 7.500 participantes para as audições. No mesmo ano, Estefan foi introduzida no Hall da Fama do Hollywood Bowl junto com o vencedor do Grammy, Harry Connick Jr. Os dois se apresentaram em um concerto especial em 17 de junho de 2011. O evento foi para arrecadar fundo para os programas de educação do Instituto da Filarmônica de Los Angeles. Em 27 de setembro de 2011, Gloria lançou seu novo álbum de estúdio "Miss Little Havana", a cópia física foi disponibilizada apenas nas lojas Target dos EUA. Colaboraram com ela, além de seu marido, os produtores Pharrell Williams, Motiff, e Drop Dead Beat. Dois singles foram lançados, "Wepa" e "Hotel Nacional", ambos alcançaram o primeiro lugar na Billboard Latin Songs. Em novembro de 2011, Estefan apresentou a série "Gloria Estefan's Latin Beat" da BBC Radio 2, no Reino Unido. A série de sete partes explora a história da música latina.
Em 21 de junho de 2012, nasceu o primeiro neto de Estefan: Sasha Argento Coppola Estefan. No mesmo ano, Estefan foi convidada por Ryan Murphy, para interpretar a mãe da líder de torcida Santana Lopez (Naya Rivera), na série musical Glee.
Em setembro de 2013, Estefan lançou o álbum The Standards. O álbum apresenta algumas colaborações com artistas como Laura Pausini, Dave Koz e Joshua Bell, e uma seleção de músicas do Great American Songbook. O álbum alcançou o 20º lugar na parada da Billboard 200 dos EUA, marcando seu primeiro top 20 na parada desde 1994. O primeiro single do álbum foi "How Long Has This Been Going On?." 
Em 2014, Gloria se juntou a Carlos Santana em seu novo álbum "Corazón", em uma música chamada "Besos de lejos". No mesmo ano, Estefan e seu marido receberam o prêmio "Caribbean American Mover and Shakers" pelo conjunto de sua obra, por suas contribuições à comunidade hispânica e multicultural. Em novembro de 2015, Estefan e seu marido, receberam uma Medalha Presidencial da Liberdade do presidente Barack Obama por suas contribuições à música americana.
Em 2017, Estefan se tornou a primeira cubana-americana a ganhar um Kennedy Center Honors. Em 14 de março de 2019, Estefan e seu marido receberam o Prêmio Gershwin de Canção Popular da Biblioteca do Congresso, sendo o primeiro casal e os primeiros descendentes de hispânicos a receber o Prêmio Gershwin.
Em 2019, Estefan interpretou Mirtha, a irmã mais nova e inimiga de Lydia, no primeiro episódio da terceira temporada da série One Day at a Time da Netflix. Gloria também canta o tema de abertura da série.

### 2020 - atualmente
Em 2021, seu álbum Brazil305 foi indicado ao Grammy Latino de "Melhor Álbum de Música Tropical Contemporânea".
Em junho de 2023, Estefan foi introduzida no Songwriters Hall of Fame, tornando-se a primeira hispânica a receber a honraria.
Em 2023, por seu compromisso filantrópico, o Prêmio Anual "Common Wealth de Serviços Distintos" homenageou Estefan por seu serviço público.

## Discografia
| Ano  | Álbum                           |
| 1977 | Renacer/Live Again              |
| 1978 | Miami Sound Machine             |
| 1979 | Imported                        |
| 1980 | MSM                             |
| 1981 | Otra Vez                        |
| 1982 | Rio                             |
| 1983 | A Toda Máquina                  |
| 1984 | Lo Mejor de Miami Sound Machine |
| 1984 | Eyes Of Innocence               |
| 1985 | Primitive Love                  |
| 1987 | Let It Loose                    |
| 1989 | Cuts Both Ways                  |
| 1991 | Into the Light                  |
| 1992 | Greatest Hits                   |
| 1993 | Mi Tierra                       |
| 1994 | Hold Me, Thrill Me, Kiss Me     |
| 1995 | Abriendo Puertas                |
| 1996 | Destiny                         |
| 1998 | Gloria!                         |
| 2000 | Alma Caribeña                   |
| 2001 | Greatest Hits Vol. II           |
| 2003 | Unwrapped                       |
| 2004 | Amor y Suerte                   |
| 2007 | 90 Millas                       |
| 2011 | Miss Little Havana              |
| 2013 | The Standards                   |
| 2020 | Brazil305                       |
| 2022 | Estefan Family Christmas        |

## Filmografia
| Cinema | Cinema                                            | Cinema              | Cinema         | Cinema                                  |
| Ano    | Título                                            | Título em português | Papel          | Obs.                                    |
| ------ | ------------------------------------------------- | ------------------- | -------------- | --------------------------------------- |
| 1986   | Club Med                                          |                     |                | Telefilme                               |
| 1999   | Music of the Heart                                |                     | Isabel Vazquez |                                         |
| 2000   | Little Angelita                                   |                     | Narradora      | Curta-metragem de animação              |
| 2000   | For Love or Country: The Arturo Sandoval Story    |                     | Emilia         | Telefilme                               |
| 2003   | Famous: The Making of Unwrapped                   |                     | Ela própria    | Documentário sobre o álbum              |
| 2007   | 90 Millas Documentary                             |                     | Ela própria    | Documentário sobre o álbum              |
| 2008   | Marley & Me                                       | br/pt: Marley & Eu  | Ela própria    | Participação especial                   |
| 2009   | G-Force                                           | br/pt: Força-G      | Juárez         | Voz na versão latino-americana do filme |
| 2010   | Recording: The History of Recorded Music          |                     | Ela própria    | Documentário                            |
| 2017   | A Change of Heart                                 |                     | Dr. Fajardo    |                                         |
| 2021   | Rita Moreno: Just a Girl Who Decided to Go for It |                     | Ela própria    | Documentário                            |
| 2021   | Vivo                                              |                     | Marta Sandoval | Dublagem de personagem                  |
| 2022   | Father of the Bride                               | O Pai da Noiva      | Ingrid Herrera |                                         |

| Televisão   | Televisão                            | Televisão     | Televisão                                          |
| Ano         | Título                               | Papel         | Obs.                                               |
| ----------- | ------------------------------------ | ------------- | -------------------------------------------------- |
| 1989        | Postcard From Miami with Clive James | Ela mesma     | Um episódio                                        |
| 1993        | The Hypnotic World of Paul McKenna   | Ela mesma     |                                                    |
| 2000        | Frasier                              | Maria         | Episódio: "Something About Dr. Mary"               |
| 2005        | A Capitol Fourth                     | Ela mesma     |                                                    |
| 2009        | Kathy Griffin: My Life on the D-List | Ela mesma     | Episódio: "Rosie and Gloria and Griffin... Oh My!" |
| 2010        | The Marriage Ref                     | Ela mesma     | Um episódio                                        |
| 2011        | The X Factor                         | Ela mesma     | 2 episódios                                        |
| 2012 e 2015 | Glee                                 | Maribel Lopez | S03E22 ("Goodbye") / S06E08 ("A Wedding")          |
| 2016        | Jane The Virgin                      | Ela mesma     | S03E03 ("Chapter Forty-Seven")                     |
| 2019        | One Day at a Time                    | Mirtha        | S03E01 ("The Burial")                              |